# San Antonio del Tequendama
San Antonio del Tequendama es un municipio colombiano del departamento de Cundinamarca, ubicado en la Provincia del Tequendama; se encuentra a 56 km de Bogotá. 

## Toponimia

### Origen lingüístico[3]
- Familia lingüística: Indoeuropea / Chibcha
- Lengua: Latín / Muysccubun

### Significado
San es una expresión que proviene de la voz latina sanctus, que nombra lo sagrado, variación de sancio, “inviolable”. Un posible significado de Tequendama, en lengua muysccubun, puede ser “el que precipitó hacia abajo”.
Sanctus es una modificación del vocablo sak, que genera los sentidos de: “honrar, reverenciar, respetar, estimar, venerar, glorificar, hacer inviolable algo por un acto religioso, establecer de una manera inmutable, ordenar, decretar, sancionar”. Esta expresión antiguamente denominaba la acción de teñir con sangre de sacrificio a quienes purificaban sus pecados; esta práctica era llamada santi-santos.
Antonio es un nombre que deriva de la voz latina Antonius, nombre romano que, posiblemente, tiene origen etrusco.
Tequendama posiblemente pertenece a la lengua general muisca y presenta los siguientes vocablos: te-teib-tei, “boquerón, grieta, apertura en la tierra de forma alargada y redondeada como una boca”; qui-quie-ki-kie, “madero, árbol, bosque”; n, “en, de”; da-ta, “dominio, labranza”; ma, “tuyo, suyo”.

### Origen / Motivación
El nombre del municipio hace relación a San Antonio de Padua, teólogo, predicador y monje portugués. En cuanto a Tequendama, se refiere a la antigua hacienda Tequendama que en tiempos precolombinos fue un pueblo indígena y por esta razón el salto tiene el mismo nombre.

### Nombres históricos
- Cubsio (época del Descubrimiento y Conquista)
- San Antonio (1556), San Antonio de Tena (siglo XVIII)
- Zea (1867)

## Historia
El municipio se formó en el sitio de Cubsio, lugar de reunión de indígenas procedentes de Bojacá y Tibaitatá (fundado como Serrezuela en la colonia, actual municipio de Madrid, Cundinamarca). San Antonio del Tequendama fue fundado por Críspulo Corredor; este municipio ha cambiado varias veces de nombre, siendo en su momento: San Antonio, Zea y San Antonio de Tena.

### Arte rupestre
San Antonio de Tequendama cuenta con un legado histórico y patrimonial reflejado en el arte rupestre, en el que se encuentran petroglifos (talla en piedra) y pictografía (pintura en piedra). Este arte milenario se encuentra en diferentes sitios como en la vereda Cubsio, en la que hay registros de este legado histórico que muy posiblemente fue hecho por las poblaciones muisca y panche que habitaron en la región. 

## Geografía

### Organización territorial
El sector rural de San Antonio del Tequendama está integrado por las siguientes veredas: Arracachal, Caicedo, Chicaque, Quintas Colombia, Cubsio, El Cajón, La María, La Rambla, La Rápida, Laguna Grande, Las Angustias, Nápoles, Patio de Bolas, Ponchos, Quebrada Grande, San Isidro, San José, Santa Fe, Santivar, Vancouver y Zaragoza.
También cuenta con dos centros poblados: uno de ellos es llamado Santandercito, el cual tiene un puesto de salud, dependiente del Hospital San Antonio del Tequendama, y un templo parroquial bajo la advocación de Nuestra Señora del Carmen; el otro centro poblado es Pradilla, que comparte territorio con los municipios de El Colegio y San Antonio del Tequendama.

### Límites
| Noroeste: Tena                              | Norte: Tena y Bojacá | Nordeste: Bojacá                                                   |
| Oeste: El Colegio (centro poblado Pradilla) |                      | Este: Soacha (Parque Ecológico Chicaque Veredas Cascajal y Canoas) |
| Suroeste: El Colegio                        | Sur: Granada         | Sureste: Soacha (Vereda San Francisco)                             |

## Alcaldes
- Gabriel Eduardo Cortés Rincón (1982-1983)
- Ulpiano Lara Barbosa (1988-1990 y 1992-1994).
- Jorge Eliécer Olaya Lozada (1990-1992; 1995-1997 y 2012-2015).
- Armando Bonilla Triana (1998-2000).
- José Gabriel Moreno Jiménez (2001-2003).
- Elizabeth Duque Morales (2004-2007).
- Fidel Hernando Martínez Palacio (2008-2011)
- Luis María Gordillo Sánchez (2016-2019).
- José Flaminio Vanegas (2020-2023).

El actual alcalde es José Anibal Manrique Arevalo para el periodo constitucional 2024-2027.

## Movilidad
Al municipio de San Antonio del Tequendama se llega desde la Comuna 1 Compartir en Soacha:
- Al norte por la Avenida Indumil pasando por la bifurcación Bojacá-Mondoñedo al occidente hacia la parte oriental de Tena, entre los límites de las veredas Lagunetas y Santa Bárbara, descendiendo al sur al casco urbano sanantoniano.Vista rural en la vereda Chicaque.

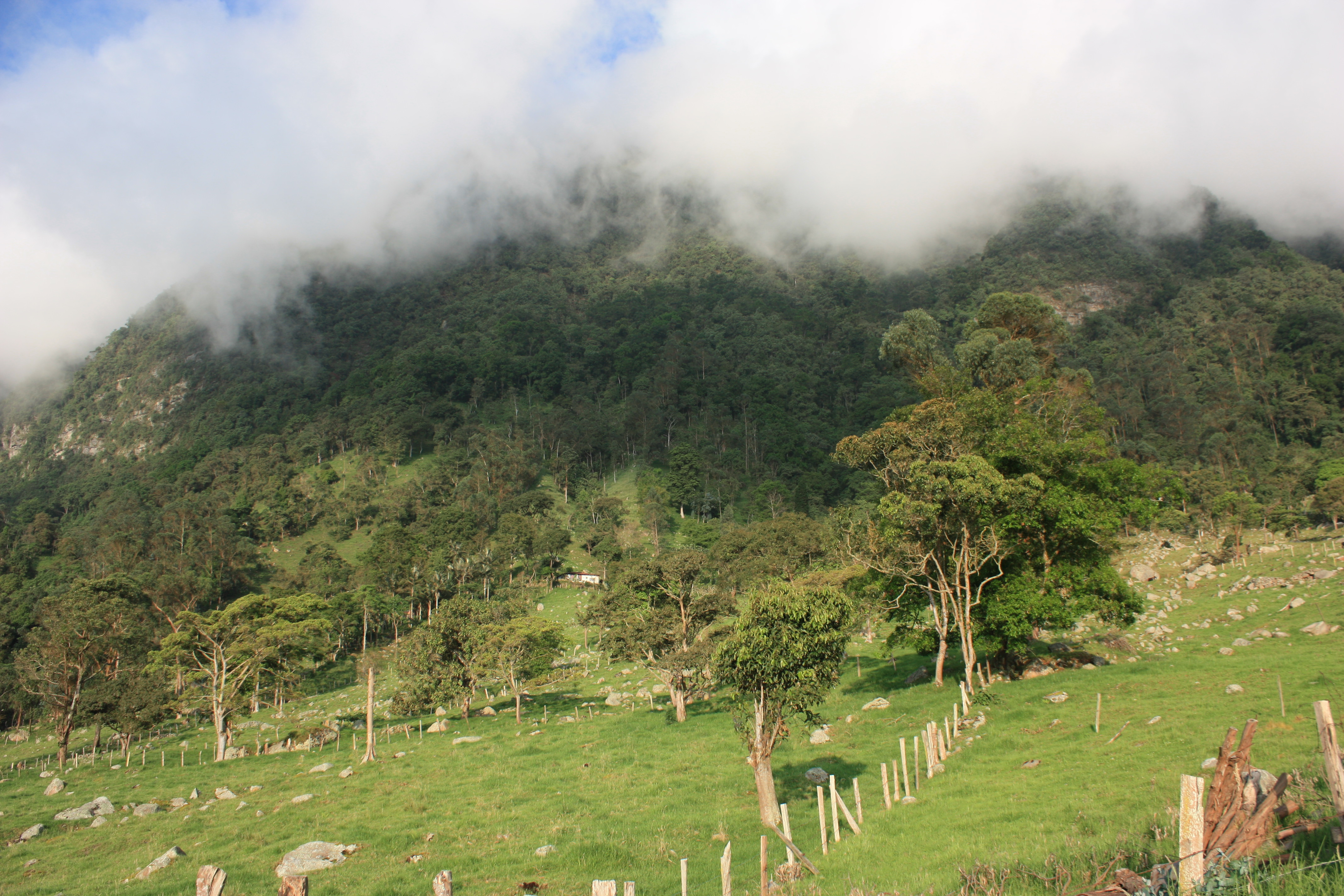
Vista rural en la vereda Chicaque.

- Al sur, desde la Autopista Sur hacia por El Charquito pasando por el Salto del Tequendama hasta el centro poblado de Santandercito y pasando el río Bogotá, al casco citado por el norte.

### Servicios de transporte
- Cooperativa de Transportadores del Tequendama Coop. Trans. Tequendama. Ruta Bogotá - San Antonio vía Santandercito, La Gran Vía y Laguna Grande; y ruta San Antonio - Tena.

Bogotá (Salitre) - San Antonio: 5am, 1:30pm.
San Antonio - Bogotá: 7am, 4pm, domingos y festivos horarios adicionales en la tarde.

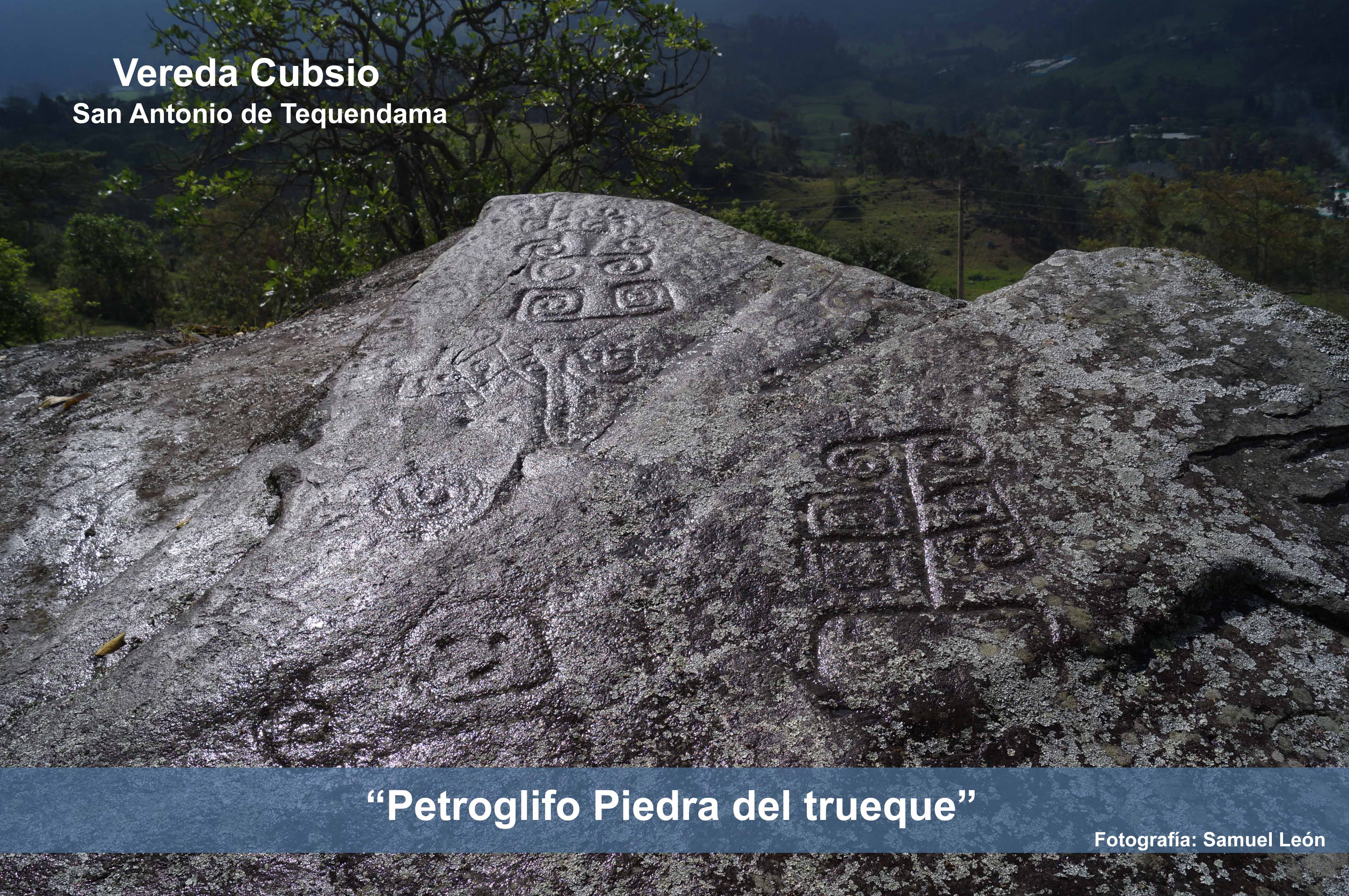
La Piedra del Trueque, en la vereda Cubsio.

- T.S.T. Transportes San Antonio del Tequendama. Rutas veredales desde San Antonio y desde Pradilla; ruta San Antonio - Tena. Ruta San Antonio - La Mesa; conexión a Soacha (Ciudad Verde) desde San Antonio y Pradilla, en punto La Virgen con CootranSoacha, cada 1/2 hora desde 5am hasta 7pm.
- Cooperativa de Transportes Villa de La Mesa Cootransvilla. Ruta San Antonio - Tena. Ruta San Antonio - La Mesa.

## Servicios públicos
- Energía Eléctrica: Enel, es la empresa prestadora del servicio de energía eléctrica.
- Gas Natural: Alcanos de Colombia es la empresa distribuidora y comercializadora de gas natural en el municipio.